# Bessie Stringfield
Bessie Stringfield (ur. 16 lutego 1911 lub 1912 w Karolinie Północnej, zm. 1993 w Miami na Florydzie) – amerykańska motocyklistka, która jako pierwsza Afroamerykanka przejechała samotnie Stany Zjednoczone. Była również jedną z niewielu cywilnych kurierów-motocyklistów, którzy rozwozili przesyłki dla armii USA podczas II wojny światowej. Była ceniona za przełamanie barier płciowych w motocykliźmie. Została upamiętniona na wystawie w Motorcycle Hall of Fame. Nagroda za „Ponadprzeciętne Osiągnięcie Kobiecej Motocyklistki” przyznawana przez Amerykańskie Stowarzyszenie Motocyklistów nosi jej imię.

## Życiorys

### Lata młodości
Stringfield urodziła się jako Bessie Beatrice White. Jej matką była Maggie Cherry, a ojcem James White mieszkający w Edenton w Karolinie Północnej. Po latach Bessie opowiadała, że urodziła się w Kingston na Jamajce jako owoc związku czarnego ojca (Jamesa Fergusona), Jamajczyka i białej matki z Danii (Marii Ellis). W akcie urodzenia napisano, że urodziła się w lutym 1911 jako Betsy Leonora Ellis, natomiast na akcie śmierci widnieje marzec 1911 z Jamesem Richardem White i M. Cherry jako rodzicami. Na ubezpieczeniu podano zaś marzec 1912.
Esther Bennet, siostrzenica Bessie, w wywiadzie z The New York Times w 2018 potwierdziła, iż Bessie kłamała o swoim pochodzeniu. Ann Ferrar, autorka biografii Bessie Stringfield, potwierdziła, iż pomogła jej w rozszerzaniu kłamstwa, gdyż ta poprosiła Ferrar, by „powiedziała jej prawdę niczym przyjaciółka” i że jej „ucieczka przez wczesną młodością” nie umniejsza temu, co później dokonała i jej wpływu na młodsze generacje.
Według Stringfield, jej rodzina przeniosła się do Bostonu, kiedy była jeszcze małym dzieckiem. Jej rodzice zmarli, kiedy Bessie miała 5 lat. Stringfield została wtedy zaadoptowana przez Irlandkę. W wieku 16 lat nauczyła się jeździć na motocyklu, którym był Indian Scout 1928. W 1930, w wieku 19 lat, Bessie zaczęła podróż przez Stany Zjednoczone. Później wykonała 7 kolejnych długich wypraw przez USA, a na koniec wyprawę przez 48 stanów, Europę, Brazylię i Haiti. W czasie podróży jej głównym źródłem dochodów było występowanie w karnawałach.
Stringfield często spotykała się z rasizmem i odmową noclegu, więc spała na swoim motocyklu na stacjach benzynowych. Z kolei przez swoją płeć nie dostawała żadnych nagród za wyścigi, w których startowała.

### Druga wojna światowa i życie po wojnie
Podczas II wojny światowej Bessie przyjęła pozycję cywilnej kurierki dla amerykańskiej armii, przewożąc dokumenty pomiędzy bazami wojskowymi. Przeszła przez rygorystyczny trening i po ukończeniu go zaczęła służbę, jeżdżąc swoim motocyklem, niebieskim 60-calowym Harley-Davidsonem. Podczas 4 lat służby Bessie przejechała USA przynajmniej 8 razy. Regularnie doświadczała rasizmu. Podczas podróży na południe wiele razy była specjalnie spychana ze swojego motoru przez pickupa.
W latach 50. przeniosła się do Miami, gdzie od policjanta usłyszała, że "murzyńskie kobiety nie mogą jeździć na motocyklach". Po tym, jak wiele razy była zatrzymywana i nękana przez policjantów, udała się do lokalnego kapitana policji. Kiedy otrzymała od niego pozwolenie na jazdę, nigdy więcej nie miała problemów z funkcjonariuszami.
W Miami uzyskała szkolenie na bycie pielęgniarką. Stworzyła „Iron Horse Motorcycle Club”. Ze względu na popisy umiejętności podczas występów na motocyklu uzyskała zainteresowanie prasy. Nadano jej przydomek „murzyńskiej królowej motocyklu”, który później został zmieniony na „motocyklową królowa Miami”.

### Życie prywatne
Wychodziła za mąż i rozwodziła się sześciokrotnie. Z pierwszym mężem miała troje dzieci. Zachowała nazwisko po trzecim mężu – Arturze Stringfieldzie.
Zmarła z powody choroby serca. Robert Scott Thomas, którego rodzina zatrudniła Bessie Stringfield jako pomoc domową, gdy Robert był jeszcze dzieckiem, został wykonawcą testamentu i beneficjentem majątku Bessie do momentu ustalenia informacji o żyjących krewnych kobiety.

## Dziedzictwo
W 2000 roku AMA (Amerykańskie Stowarzyszenie Motocyklistów) stworzyło Nagrodę pamiątkową im. Bessie Stringfield w ramach uznania ponadprzeciętnych osiągnięć motocyklistki. W 2002 Bessie została upamiętniona w muzeum Motorcycle Hall of Fame. W 1990 AMA za pomocą 27 motocyklów na wystawie inauguracyjnej „Bohaterowie Harley-Davidsona” oddało jej hołd.
W 2017 Timeline wypuścił krótki film online o Bessie Stringfield pt. „Poznaj Bessie Stringfield, Czarną „Królową Motocyklu”.
W 2018 New York Times opublikował jej nekrolog.